# Culex sechani
Culex sechani is een muggensoort uit de familie van de steekmuggen (Culicidae). De wetenschappelijke naam van de soort is voor het eerst geldig gepubliceerd in 2009 door Brunhes & Boussès.